# Związek gmin Oberes Filstal
Związek gmin Oberes Filstal – związek gmin (niem. Gemeindeverwaltungsverband) w Niemczech, w kraju związkowym Badenia-Wirtembergia, w rejencji Stuttgart, w regionie Stuttgart, w powiecie Göppingen. Siedziba związku znajduje się w mieście Wiesensteig, przewodniczącym jego jest Klaus-Dieter Apelt.
Związek zrzesza jedno miasto i cztery gminy wiejskie:
- Drackenstein, 437 mieszkańców, 5,69 km²
- Gruibingen, 2 067 mieszkańców, 23,05 km²
- Hohenstadt, 722 mieszkańców, 11,64 km²
- Mühlhausen im Täle, 978 mieszkańców, 6,33 km²
- Wiesensteig, miasto, 2 138 mieszkańców, 23,40 km²